# إيناس بول
إيناس بول (بالألمانية: Ines Pohl)‏ هي صحفية ألمانية، ولدت في 12 أبريل 1967 في Mutlangen ‏ في ألمانيا.

## وصلات خارجية
- إيناس بول على موقع IMDb (الإنجليزية)
- إيناس بول على موقع مونزينجر (الألمانية)